# Sébastien Damour
Pour les articles homonymes, voir Damour.
Damour, pseudonyme de Sébastien Tessier, est un dessinateur français de bande dessinée né le 19 juillet 1972 à La Roche-sur-Yon.

## Biographie
Sébastien Tessier pour l'état-civil est né à La Roche-sur-Yon le 19 juillet 1972 et suit des études d'art plastique à Bordeaux. En 1994, au Festival d’Angoulême il noue contact avec les éditions Delcourt et s'inscrit dans le projet cyber-punk avec Jean-Pierre Pécau. Damour vient du nom de jeune fille de sa mère.

### Documentation
- Jean-Pierre Fuéri, « La Cagoule, t. 1/3 : bas les masques », Casemate, no 129,‎ octobre 2019, p. 44.
- Philippe Peter, « La Cagoule, t. 1 : le fascisme à la française », dBD, no 137,‎ octobre 2019, p. 89.